# Brenton Thwaites

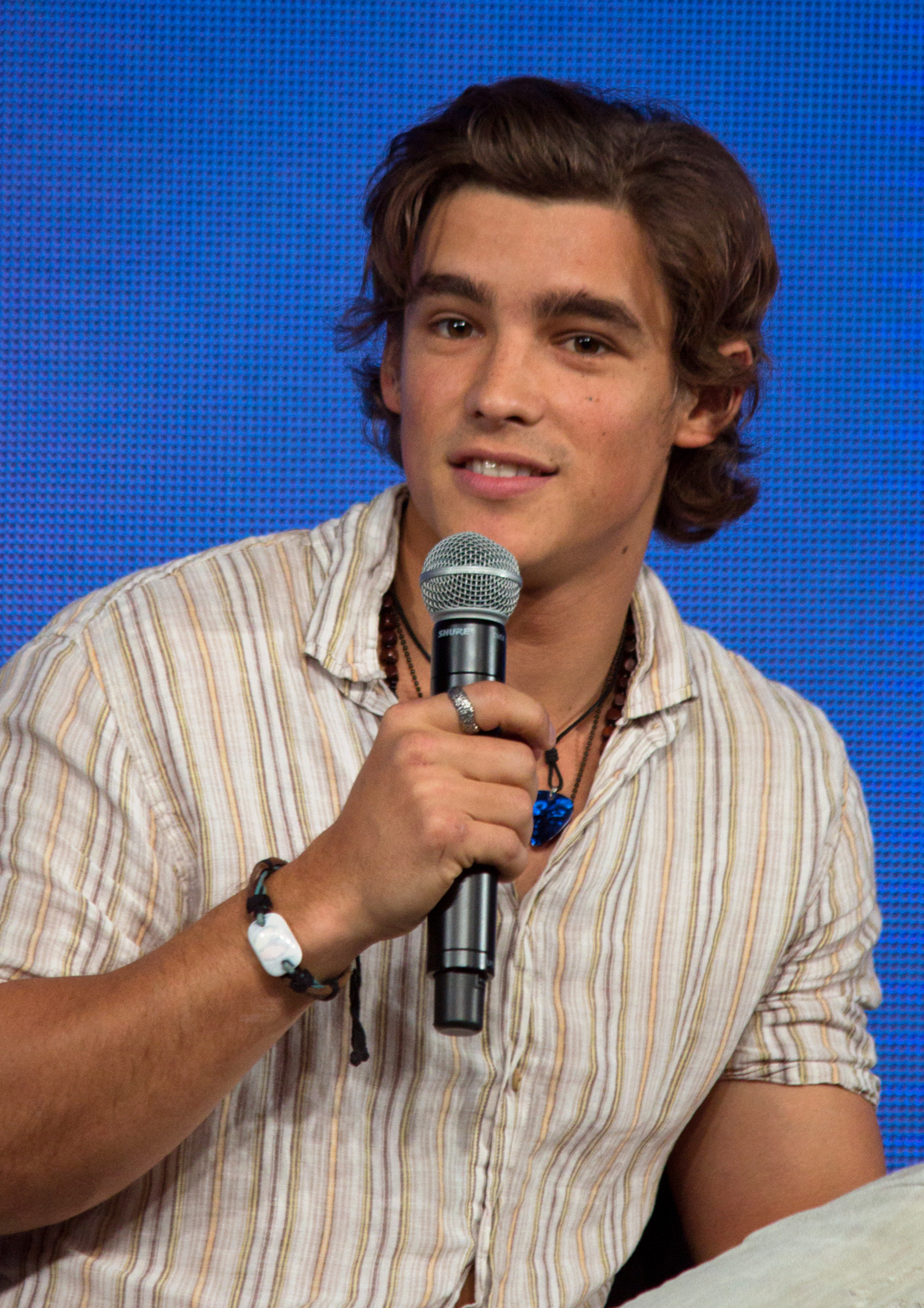
Brenton Thwaites (2014)

Brenton Thwaites [θweɪts] (* 10. August 1989 in Cairns, Queensland) ist ein australischer Schauspieler.

## Leben
Thwaites wurde in Cairns, Queensland geboren. Er hat eine Schwester namens Stacy. Er besuchte die Cairns State High School in Far North Queensland und machte dort 2006 seinen Abschluss. Danach studierte er bis 2010 Schauspiel an der Queensland University of Technology. Aufgrund seiner Rolle in Home and Away zog er nach Sydney.
Seit 2016 ist Thwaites Vater einer Tochter.
Vor seinem Studium an der Queensland University of Technology begann Thwaites seine Schauspielkarriere in dem Independent-Film Charge Over You. Nach dem Studium hatte er einen Gastauftritt in Sea Patrol. 2010 erhielt er die Hauptrolle des Luke Gallagher in der Fox8-Fernsehserie Slide. Jedoch wurde die Serie aufgrund von schlechten Bewertungen nach einer Staffel eingestellt. Seinen Durchbruch in Australien schaffte er mit der Rolle des Stu Henderson in der Seifenoper Home and Away. In dieser Rolle war er zwischen dem 23. August 2011 und 5. März 2012 zu sehen.
Danach spielte Thwaites die männliche Hauptrolle in der Neuverfilmung von Die blaue Lagune, Blue Lagoon: Rettungslos verliebt. Der Film wurde im Juni 2012 auf Lifetime ausgestrahlt. 2014 war er neben Angelina Jolie in Maleficent – Die dunkle Fee zu sehen und in der Hauptrolle in Hüter der Erinnerung – The Giver.
2017 erschien Pirates of the Caribbean: Salazars Rache, in dem er Henry Turner spielt, den Sohn von William (Orlando Bloom) und Elizabeth Turner (Keira Knightley).
Seit 2018 spielt Thwaites eine Hauptrolle als Dick Grayson / Robin in der DC-Serie Titans.
Thwaites ist seit 2015 in einer Beziehung mit Chloe Pacey, die er bei den Dreharbeiten zu Pirates of the Caribbean: Salazars Rache kennengelernt hat, wo sich die beiden eine Wohnung teilten. 2016 bekam das Paar eine Tochter, die den Namen Birdie erhielt, 2017 folgte ein zweites Mädchen namens Peppa und im November 2019 eine dritte Tochter namens Rosie Belle. Der Schauspieler hat mehrmals angedeutet, bisexuell zu sein.

## Filmografie (Auswahl)
Filme
- 2010: Charge Over You
- 2011: Headsmen

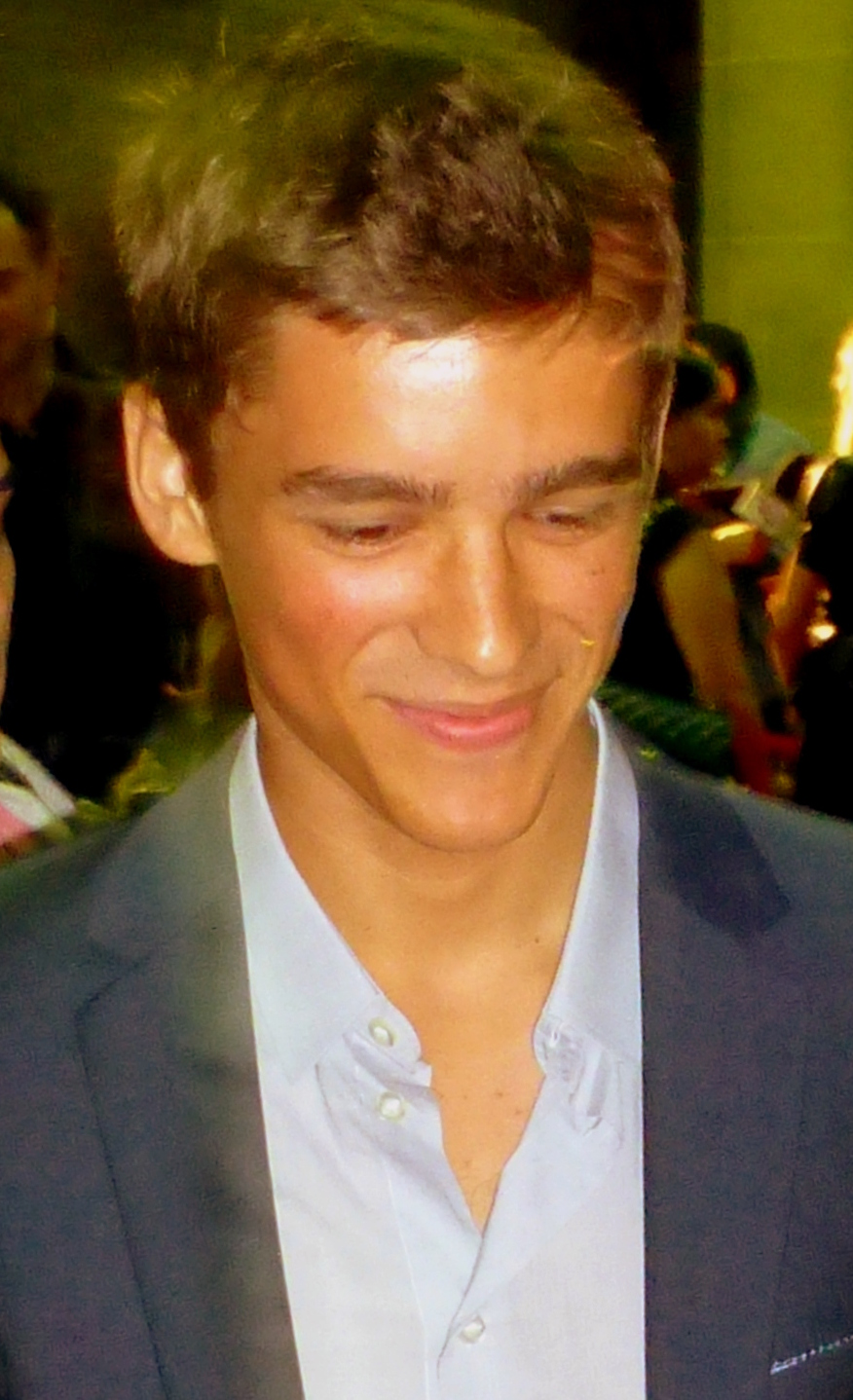
Thwaites (2013)

- 2012: Blue Lagoon: Rettungslos verliebt (Blue Lagoon: The Awakening, Fernsehfilm)
- 2013: Oculus
- 2014: Maleficent – Die dunkle Fee (Maleficent)
- 2014: The Signal
- 2014: Hüter der Erinnerung – The Giver (The Giver)
- 2014: Son of a Gun
- 2014: Ride – Wenn Spaß in Wellen kommt (Ride)
- 2016: Gods of Egypt
- 2017: Pirates of the Caribbean: Salazars Rache (Pirates of the Caribbean: Dead Men Tell No Tales)
- 2018: Office Uprising
- 2018: An Interview with God
- 2019: A Violent Separation
- 2020: Das Mädchen deiner Träume (I Met a Girl)
- 2020: Ghosts of War
- 2024: We Bury the Dead

Fernsehserien
- 2011: Sea Patrol (Episoden 5x07)
- 2011: SLiDE (10 Episoden)
- 2011–2012: Home and Away
- 2018–2023: Titans